# Anders Kiel
Anders Bengt Kiel, född 5 januari 1964, är en svensk före detta fotbollsspelare (anfallare) som på elitnivå representerade BK Häcken, Gais och norska Moss FK.

## Biografi
Kiel är uppvuxen i Bagaregården i Göteborg, men familjen flyttade i slutet på 1960-talet till Backa på Hisingen. Han spelade som ung fotboll i Blå Stadens IF och spelade musik i bandet Loréne. Bandet släppte några singlar och hade möjligen kunnat få ett genombrott, men i stället valde Kiel att satsa på fotbollen när BK Häckens starke man, Åke Nilsson, värvade honom till klubben 1985. Kiel var med och spelade upp Häcken i allsvenskan 1993.
Några månader in på säsongen 1993 byttes Kiel bort till Gais i division I södra; i utbyte fick Häcken Magnus Vikström. I Gais kom han att bli en viktig målgörare, och han var med i det Gais som kvalade till allsvenskan 1995, men också i det Gais som året därpå åkte ur division I. Sammanlagt spelade han mellan 1993 och 1996 78 matcher för Gais och gjorde 39 mål.
Efter säsongen 1996 funderade Kiel på att sluta spela fotboll och helt ägna sig åt sin musikkarriär, men i stället skrev han på ett tvåårskontrakt med norska Moss FK, som just åkt ur högsta serien. Han var med om att ta upp klubben i Eliteserien direkt, och spelade sedan en säsong till för klubben i högsta serien innan han flyttade hem till Göteborg och avslutade sin fotbollskarriär. Han varvade sedan ner i Dalen/Krokslätts FF.

### Efter karriären
Kiel återupptog efter fotbollskarriären sin vilande musikkarriär. Han gick med i coverbandet The Killarna, tillsammans med Thomas "Totto" Dahllöf och Mikael Erlandsson. Trion har även uppträtt som barnmusikgruppen Spökligan, som bland annat ledde SVT:s jullovsmorgon 2002, med Kiel i rollen som "Busis".
Sedan 2009 arbetar Kiel som säljare för BK Häcken.